# Rebeca Olvera
Rebeca Olvera (geboren in Puebla, Mexiko) ist eine mexikanische Opernsängerin der Stimmlage Sopran.

## Leben
Olvera absolvierte ihr Gesangsstudium am Conservatorio Nacional de Música bei Liliana Gómez und debütierte als Marie in La fille du régiment im Palacio de Bellas Artes von Mexiko-Stadt. In Mexiko war sie auch als Adina in L’elisir d’amore sowie als Mozarts Pamina und Blondchen zu sehen und zu hören. Von 2005 bis 2007 war sie Mitglied des Internationalen Opernstudios Zürich und wurde anschließend fest an das Opernhaus Zürich engagiert. Dort konnte sie sich ein breites Repertoire erarbeiten und sang seither unter anderem die Rosina in Paisiellos Il barbiere di Siviglia, die Mozart-Rollen Blondchen, Papagena und Barbarina, die Xenia im Boris Godunow, die Iris in Semele, die Juliette Vermont Grafen von Luxemburg, den Pagen Isolier im Le comte Ory und den Garçon de cuisine in Rusalka, sowie die Natascha in einer Neuproduktion von Péter Eötvös’ Drei Schwestern. In Zürich arbeitete und arbeitet Olvera mit namhaften Dirigenten zusammen, wie Ralf Weikert, Vladimir Fedoseyev, William Christie, Marc Minkowski, Nello Santi und Franz Welser-Möst. 2006 gewann sie in Wien den Publikumspreis beim Internationalen Hans-Gabor-Belvedere-Gesangswettbewerb. 
Als Dorinda in Händels Orlando war sie nicht nur in Zürich, sondern auch an der Komischen Oper Berlin (unter Alessandro De Marchi) und an der Opera de Dijon (unter Emmanuelle Haïm) zu sehen und zu hören. In der Tonhalle Zürich sang sie konzertant die Mademoiselle Silberklang in Mozarts Schauspieldirektor mit dem Zürcher Kammerorchester, am Konzerthaus Dortmund im Jahr 2010 ebenfalls konzertant die Adalgisa in Vincenzo Bellinis Norma – an der Seite von Cecilia Bartoli in der Titelrolle. 2013 debütierte sie in derselben Rolle – wiederum mit der Bartoli – bei den Salzburger Pfingstfestspielen. Diese Produktion stand bzw. steht auch 2013 und 2015 am Spielplan der Salzburger Festspiele im Sommer.
Ihr USA-Debüt gab Rebeca Olvera beim Cleveland Orchestra unter Leitung von Franz Welser-Möst. Mit José Carreras absolvierte sie eine Konzerttournee in Mexiko, Argentinien, Norwegen, Zypern, Österreich, Schweden, Dänemark, Russland und Tschechien, sowie bei der Carreras-Gala 2007 der ARD in Deutschland. 2012 sang sie Pergolesis Stabat mater im Konzerthaus Dortmund, in Zürich war sie in J.S. Bachs Magnificat (BWV 243) zu hören.
Zu ihren Hauptrollen gehören der Isolier in Le Comte Ory, die Blonde in Die Entführung aus dem Serail, die Adalgisa in Norma, Natascha in Drei Schwestern, die Barbarina in Le Nozze di Figaro, der junge Hirt im Tannhäuser sowie der Küchenjunge in Rusalka.

## Auszeichnungen
- 2006 Internationaler Hans-Gabor-Belvedere-Gesangswettbewerb, Publikumspreis